# Maciej Zarzycki
Maciej Zarzycki (ur. 26 lipca 1998 w Lublinie) – polski piłkarz ręczny, środkowy rozgrywający, od 2017 zawodnik Gwardii Opole.

## Kariera sportowa
Wychowanek Unii Lublin. Następnie uczeń i zawodnik SMS-u Gdańsk, w którego barwach występował w I lidze.
W 2017 przeszedł do Gwardii Opole, z którą podpisał trzyletni kontrakt. W Superlidze zadebiutował 23 września 2017 w spotkaniu z Wisłą Płock (20:32), w którym rzucił jedną bramkę. W sezonie 2017/2018 rozegrał w lidze 32 mecze i zdobył 40 goli, a także wystąpił w czterech spotkaniach Pucharu EHF, w których rzucił pięć bramek. W sezonie 2018/2019 rozegrał w Superlidze 31 meczów i zdobył 46 goli, zaś w Pucharze EHF wystąpił w dwóch spotkaniach i rzucił dwie bramki.
W 2016 uczestniczył w mistrzostwach Europy U-18 w Chorwacji, w których rozegrał siedem meczów i zdobył siedem goli. W 2017 wystąpił w mistrzostwach świata U-19 w Gruzji, podczas których rozegrał sześć spotkań i rzucił 10 bramek. W 2018 wziął udział w mistrzostwach Europy U-20 w Słowenii, podczas których wystąpił w siedmiu meczach i zdobył 23 gole. W 2019 zadebiutował w reprezentacji Polski B. W kadrze narodowej zadebiutował 28 grudnia 2019 roku w wygranym meczu z Arabią Saudyjską (28:15).
W maju 2023 roku przeszedł do klubu Azoty-Puławy, podpisując dwuletni kontrakt.

## Statystyki
| SMS Gdańsk                      | 2015/2016 | I liga    | 5  | 3  | 0,6 |
| SMS Gdańsk                      | 2016/2017 | I liga    | 25 | 96 | 3,8 |
| SMS Gdańsk                      | Razem     | Razem     | 30 | 99 | 3,3 |
| Gwardia Opole                   | 2017/2018 | Superliga | 32 | 40 | 1,3 |
| Gwardia Opole                   | 2018/2019 | Superliga | 31 | 46 | 1,5 |
| Gwardia Opole                   | Razem     | Razem     | 63 | 86 | 1,4 |
| Stan na koniec sezonu 2018/2019 |           |           |    |    |     |